# Волвера
Волвѐра (на италиански и на пиемонтски: Volvera) е малък град и община вМетрополен град Торино, регион Пиемонт, Северна Италия. Разположен е на 251 m надморска височина. Към 1 януари 2020 г. населението на общината е 8520 души, от които 310 са чуждестранни граждани.